# Glencore
Glencore plc je švýcarská nadnárodní společnost obchodující s komoditami a těžební společnost se sídlem ve švýcarském Baaru. Hlavní sídlo společnosti Glencore se nachází v Londýně a její registrované sídlo je v Saint Helier na ostrově Jersey. Současná společnost vznikla 2. května 2013 sloučením společnosti Glencore se společností Xstrata. V roce 2015 se umístila na desátém místě v žebříčku největších světových společností Fortune Global 500. V žebříčku Forbes Global 2000 za rok 2020 se společnost Glencore International umístila na 484. místě mezi největšími veřejnými společnostmi na světě. Od července 2022 je největším světovým obchodníkem s komoditami.
Již jako Glencore International patřila společnost k největším integrovaným producentům a obchodníkům s komoditami na světě. Byla největší společností ve Švýcarsku a také největší světovou společností obchodující s komoditami, jejíž podíl na mezinárodním trhu s obchodovatelným zinkem v roce 2010 činil 60 %, na mezinárodním trhu s mědí 50 %, na mezinárodním trhu s obilím 9 % a na mezinárodním trhu s ropou 3 %.
Společnost Glencore měla řadu produkčních závodů po celém světě a dodávala kovy, minerály, ropu, ropné produkty, uhlí, zemní plyn a zemědělské produkty mezinárodním zákazníkům z automobilového průmyslu, energetiky, výroby oceli a potravinářského průmyslu. Společnost vznikla v roce 1994 manažerským odkupem společnosti Marc Rich + Co AG (sama byla založena v roce 1974 obchodníky Marcem Richem a Pincusem Greenem). Na londýnské burze cenných papírů byla kotována v květnu 2011 a stala se součástí indexu FTSE 100. Měla sekundární kotaci na hongkongské burze, ale od ledna 2018 se z ní stáhla. Akcie společnosti Glencore se začaly obchodovat na burze v Johannesburgu v listopadu 2013. Od roku 2016 je jejím největším akcionářem Katarský investiční úřad. V březnu 2022 katarský státní investiční fond oznámil, že prodá podíl v hodnotě 812 milionů liber (1,1 miliardy USD) ve společnosti Glencore Plc.